# NokScoot
NokScoot Airlines Company Limited, que operó como NokScoot, fue una aerolínea con sede en Bangkok, Tailandia. Operaba servicios internacionales desde su base en el Aeropuerto Internacional Don Mueang.
NokScoot era una empresa conjunta entre la aerolínea tailandesa Nok Air y Scoot de Singapur. Inició operaciones el 20 de mayo de 2015. Scoot anunció el 16 de diciembre de 2013, la firma de un memorando de entendimiento con Nok Air para establecer una nueva aerolínea en Bangkok. NokScoot operaba rutas de media y larga distancia con una flota de aeronaves Boeing 777-200. La aerolínea cesó sus operaciones el 26 de junio de 2020 debido al impacto en la aviación de la pandemia de enfermedad por coronavirus de 2019-2020.

## Propiedad
Nok Air posee el 51% de NokScoot y Scoot, parte de Singapore Airlines, posee el restante 49%, el límite legal tailandés para propiedades extranjeras. La aerolínea tiene un capital inicial de 2 mil millones de bahts.

## Antiguos destinos
NokScoot voló a los siguientes destinos:

## Flota histórica

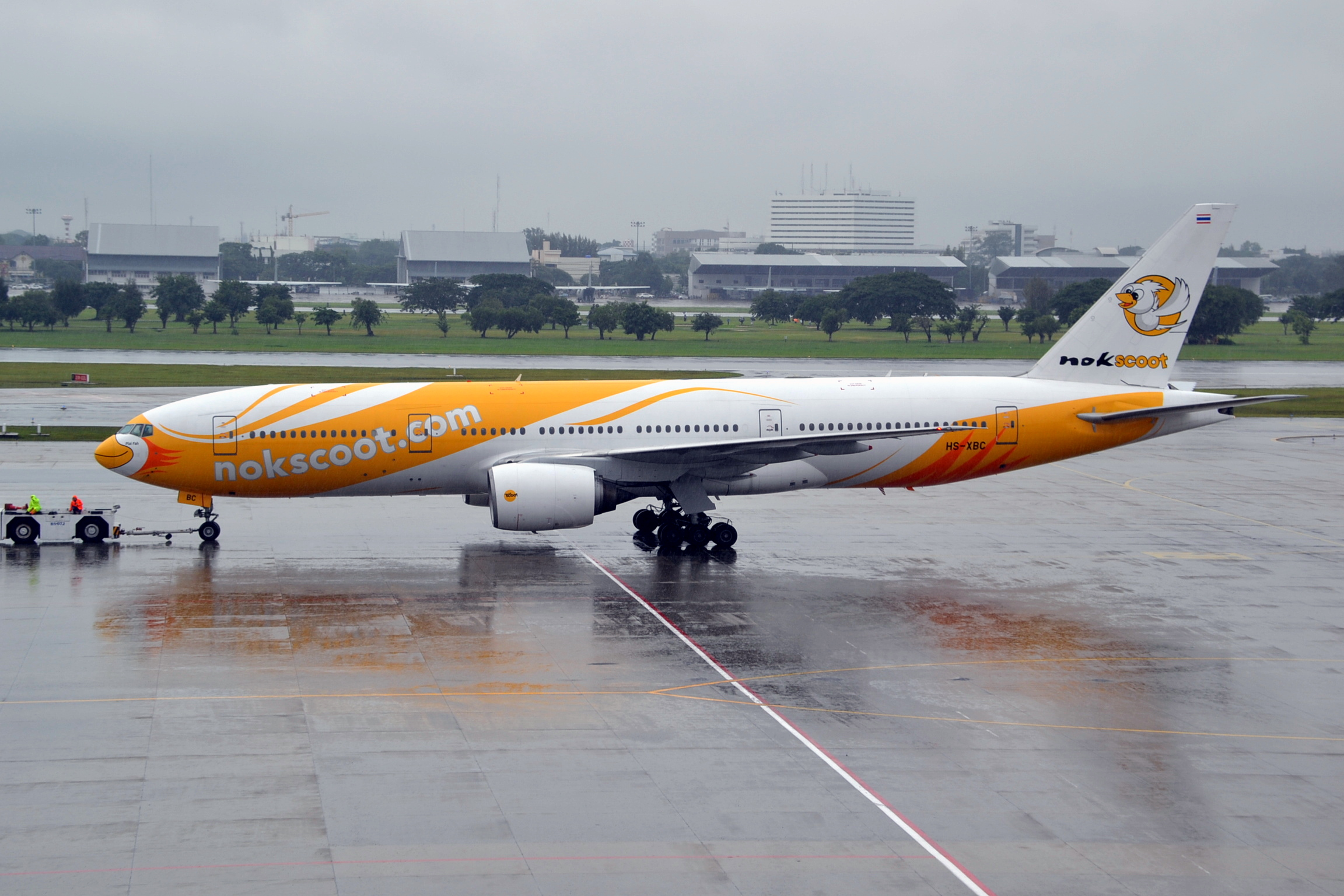
Boeing 777-200ER de NokScoot en Bangkok-Don Mueang

La flota de NokScoot consistió en las siguientes aeronaves: